# Marcel Lehuédé
Marcel Lehuédé, né au Pouliguen le 21 janvier 1886 et mort le 16 avril 1918, est un sculpteur français. 

## Biographie
Marcel Lehuédé est le fils de Michel Lehuédé, boulanger, et d'Adèle Le Pontois.
Il apprend la sculpture aux Beaux-Arts de Paris auprès de Jules Coutan et d'Émile Peynot.
En 1902, il reçoit une médaille d'argent de 1re classe.
Engagé de volontaire en 1906, il effectue son service armé au 117e régiment d'infanterie.
Il reçoit en 1913 le second prix de Rome pour ses Chanteurs bucoliques.
Le prix Baron de Trémont lui est attribué en 1914.
Incorporé en août 1914 au 154e régiment d'infanterie, il passe en 1916 au 355e régiment d'infanterie.
Intoxiqué par les gaz le 13 avril 1918 à Grivesnes, Marcel Lehuédé meurt dans l'ambulance le 16 avril. Il est inhumé au vieux cimetière de Batz-sur-Mer.
Cité à l'ordre du régiment, il est décoré de la croix de guerre.